# Ioannis Raissis
Ioannis Raissis (en grec Ιωάννης Ραϊσις) va ser un tirador d'esgrima grec que va competir a començaments del segle xx. El 1906 va prendre part en els Jocs Intercalats d'Atenes, on guanyà la medalla de plata en la competició de sabre professional i la de bronze en la d'espasa professional.